# آب‌انبار سید اسماعیل
آب‌انبار سید اسماعیل مربوط به دوره قاجار است و در شهر قم، کوچه جنب تیمچه بازار، پلاکهای ۳۸/۳۹/۴۰/۴۲/۴۶ واقع شده است. این اثر در تاریخ ۱۶ شهریور ۱۳۸۳ با شماره ثبت ۱۱۰۸۰ به عنوان یکی از آثار ملی ایران به ثبت رسیده است.